# YELL/Bell
《YELL/Bell》（日语：YELL〜エール〜/Bell），是日本樂團可苦可樂的出道單曲。2001年3月22日發行。

## 簡介
於2001年4月23日Oricon公信榜的全國排行第4位，於大阪排行第1位。總銷量超過24萬。

## 收錄曲目
全作詞、作曲：小淵健太郎；全編曲：笹路正徳
1. YELL （YELL〜エール〜）
富士電視台《ウチくる!?》的片尾曲
2. Bell
朝日電視台晨間新聞《やじうまワイド》的主題曲
3. YELL （Instrumental）
4. Bell （Instrumental）

## 外部連結
- YELL/Bell （页面存档备份，存于）